# Brackebuschita
La brackebuschita es un mineral, vanadato de plomo y manganeso, descubierto y descrito como una nueva especie mineral a partir de ejemplares de minerales de vanadio procedentes de la mina Venus, distrito minero de El Guaico,  Calamuchita, provincia de Córdoba (Argentina). El nombre, propuesto posteriormente por Doering, es un homenaje al mineralogista y geólogo de origen alemán  Ludwig Brackebusch (o Luis Brackebusch), que fue profesor de mineralogía de la Universidad de Córdoba (Argentina) entre 1875 y 1888. 

## Propiedades físicas y químicas
La brackebuschita es la cabeza del grupo que lleva su nombre. Es el análogo con plomo de la  tokyoita, el análogo con manganeso de la calderonita, y el análogo con  plomo y manganeso de la gamagarita. En la localidad tipo aparece como cristales pequeños, hojosos, estriados longitudinalmente. Contiene cantidades significativas de hierro y zinc, y trazas de fosfato.

## Yacimientos
La  brackebuschita es un mineral raro, presente en zonas de alteración de minerales de plomo, y conocido solamente en pocas decenas de yacimientos en todo el mundo. Además de en la localidad tipo,  en la que se encuentran los mejores ejemplares conocidos para la especie, y en la que aparece asociada con descloizita y vanadinita, se han encontrado ejemplares interesantes en la mina María Josefa, en Rodalquilar, Níjar, Almería (España) y en las minas del grupo Navalespino, en Fuente Obejuna, Córdoba (España).